# Języki bantuidalne południowe
Języki bantuidalne południowe – grupa języków bantuidalnych, wchodząca w skład języków benue-kongijskich z wielkiej rodziny języków nigero-kongijskich. Według internetowej publikacji Ethnologue należy tu 671 języków.
Termin języki bantuidalne południowe (ang. Southern Bantoid) wprowadzony został po raz pierwszy w 1989 przez K. Williamsona, który bazował na wcześniejszej (1987) pracy R. Blencha, jako propozycja podziału języków bantuidalnych na gałęzie północną i południową. Jednolitość gałęzi północnej była potem kwestionowana i obecnie przyjmuje się, że grupa ta może być polifiletyczna. Grupa południowa natomiast traktowana jest jako poprawna jednostka genetyczna.
Największą grupą językową tu należącą są języki bantu. Jednak ich monofiletyczność również jest kwestionowana, przy czym uwagi dotyczą części języków bantu A, które łączone powinny być w grupę z językami jarawan. Na określenie języków bantu po wyłączeniu części grupy (strefy) A używa się terminu „Narrow Bantu” (pl. języki bantu sensu stricto).

## Klasyfikacja
Oparty na pokrewieństwie podział języków bantuidalnych południowych po rewizjach R. Blencha przedstawia się następująco:
- ?języki bendi
- języki tivoidalne – blisko spokrewnione ze wschodnimi beboidalnymi?
- języki buru
- języki nyang
- języki beboidalne wschodnie
- kontinuum językowe furu
- języki ekoidalne
- kontinuum językowe języków beboidalnych zachodnich – być może jako podgrupa „grassfields languages”
- Grassfields languages (pl. języki trawiastych równin)
  - języki ambele
  - języki menchum
  - Narrow Grassfields langagues (pl. języki trawiastych równin w wąskim sensie)
    - języki ndemli
    - języki ring
    - języki momo
    - Grassfields South-Western languages
    - Grassfields Eastern languages
- języki bantu A + języki jarawan
- języki bantu (ang. Narrow Bantu)